# Reyes Airport
Reyes Airport är en flygplats i Bolivia.   Den ligger i provinsen Provincia General José Ballivián och departementet Beni, i den nordvästra delen av landet, 600 km norr om huvudstaden Sucre. Reyes Airport ligger 140 meter över havet.
Terrängen runt Reyes Airport är huvudsakligen mycket platt. Reyes Airport ligger nere i en dal. Runt Reyes Airport är det mycket glesbefolkat, med 2 invånare per kvadratkilometer.. Närmaste större samhälle är Reyes, 2,2 km nordost om Reyes Airport.
I omgivningarna runt Reyes Airport växer i huvudsak städsegrön lövskog.